# Flughafen La Ceiba-Golosón

i8
i11
i13
Der Flughafen La Ceiba-Golosón (spanisch Aeropuerto Internacional La Ceiba-Golosón, IATA-Code: LCE, ICAO-Code: MHLC) ist ein Flughafen westlich der Großstadt La Ceiba im Departamento Atlántida an der Nordküste von Honduras. Der Flughafen wird teilweise militärisch genutzt.

## Lage
Die Stadt La Ceiba und der ca. 8 km westlich gelegene Flughafen Golosón befinden sich an der Karibikküste ca. 400 km (Fahrtstrecke) bzw. ca. 300 km (Luftlinie) nördlich von Tegucigalpa in einer Höhe von ca. 10 m.

## Flugverbindungen
Es werden hauptsächlich nationale Flüge abgewickelt.